# Sên hồng
Sên hồng khổng lồ (Danh pháp khoa học: Triboniophorus aff. graeffei hay Triboniophorus graeffi) là một loài sên trần kích thước lớn, có màu hồng và trông đỏ như máu có nguồn gốc ở Úc.

## Đặc điểm
Loài sên hồng có thể có chiều dài lên tới 20 cm. Loài sên hồng, thường trốn dưới lớp lá dưới đất trong thời gian ban ngày, nhưng thỉnh thoảng vào buổi tối chúng thường xuất hiện thành đàn hàng trăm con để ăn đất và rên trên thân cây, khi trưởng thành chúng có thể dài tới 20 cm. Vào mỗi buổi sáng, có thể nhìn thấy hàng trăm con sên hồng nhưng chỉ trong một khu vực nhất định.

## Phân bố
Sên hồng khổng lồ đã được phát hiện tại một khu vực hẻo lánh ở Australia, sống tại khu vực núi Kaputar gần thành phố Narrabri thuộc bang New South Wales của Úc, chúng sống trong khu rừng tại một đỉnh núi cao hơn 1.500 m và bị cô lập, Chúng chỉ sống trên khu vực đỉnh núi Kaputar. Một số loài sên cùng họ với chúng cũng được tìm thấy ở New Zealand và Nam Phi. Những người dân địa phương từ lâu đã thấy sên hồng đặc biệt sau những trận mưa lớn, nhưng các nhà phân loại học mới xác nhận loài động vật này cùng loài với loài sên tam giác đỏ (Danh pháp khoa học: Triboniophorus graeffi).
Loài sên hồng ở xuất hiện từ thời kỳ siêu lục địa Gondwana chưa phân tách cách đây 180 triệu năm, chúng được cho là có nguồn gốc ở phía đông Úc từng được bao phủ phần lớn bởi các khu rừng nhiệt đới. Sau khi một núi lửa phun trào cách đây khoảng 17 triệu năm, khu vực này trở nên khô cằn chỉ còn lại một số vùng nhỏ có điều kiện giống rừng nhiệt đới. Đây là những khu vực loài động vật không xương sống có thể tồn tại. Bởi vì sên hồng là những động vật hiếm và đặc trưng của vùng núi Kaputar, nên ủy ban khoa học bang New South Wales gần đây đã quyết định đưa khu vực này vào danh sách cộng đồng sinh thái bị nguy hiểm.